# Baoudetta
Baoudetta (auch: Baoudéta) ist eine Landgemeinde im Departement Tessaoua in Niger.

## Geographie
Baoudetta liegt am Übergang der Großlandschaft Sudan zur Sahelzone. Die Nachbargemeinden sind Maïjirgui im Westen und Norden, Korgom im Osten und Koona im Süden.
Bei den Siedlungen im Gemeindegebiet handelt es sich um zwölf Dörfer, zehn Weiler und drei Wasserstellen. Der Hauptort der Landgemeinde ist Baoudetta, bestehend aus den Zwillingsdörfern Baoudetta Haoussa und Baoudetta Peulh. Haoussa ist die französische Bezeichnung für die Volksgruppe der Hausa und Peulh für die Volksgruppe der Fulbe. Ein weiteres größeres Dorf in der Gemeinde ist Guidan Yaro.

## Geschichte
Die Landgemeinde Baoudetta ging als Verwaltungseinheit 2002 im Zuge einer landesweiten Verwaltungsreform aus dem nordwestlichen Teil des Kantons Korgom hervor.

## Bevölkerung
Bei der Volkszählung 2012 hatte die Landgemeinde 11.867 Einwohner, die in 1.349 Haushalten lebten. Bei der Volkszählung 2001 betrug die Einwohnerzahl 8.416 in 1.150 Haushalten.
Im Dorf Baoudetta Haoussa lebten bei der Volkszählung 2012 1.431 Einwohner in 168 Haushalten, bei der Volkszählung 2001 986 in 136 Haushalten und bei der Volkszählung 1988 579 in 102 Haushalten.
Im Dorf Baoudetta Peulh lebten bei der Volkszählung 2012 512 Einwohner in 81 Haushalten, bei der Volkszählung 2001 423 in 59 Haushalten und bei der Volkszählung 1988 1.047 in 146 Haushalten.
Die Bevölkerungsmehrheit in ethnischer Hinsicht stellen Hausa, Fulbe und Tuareg. Die Gemeinde ist ein Siedlungsgebiet der Hausa-Untergruppe der Katsinawa.

## Politik
Der Gemeinderat (conseil municipal) hat 11 Mitglieder. Mit den Kommunalwahlen 2020 sind die Sitze im Gemeinderat wie folgt verteilt: 5 PNDS-Tarayya, 3 CPR-Inganci, 1 MODEN-FA Lumana Africa, 1 PPN-RDA und 1 RPP-Farilla.
Jeweils ein traditioneller Ortsvorsteher (chef traditionnel) steht an der Spitze von elf Dörfern in der Gemeinde, darunter Baoudetta Haoussa und Baoudetta Peulh.

## Wirtschaft und Infrastruktur
Die drei wirtschaftlichen Eckpfeiler der Landgemeinde sind Ackerbau, Viehzucht von Rindern, Schafen und Ziegen sowie gewerbliche Imkerei. Der Ackerbau ist unter anderem durch Bodendegradation und unzureichende landwirtschaftliche Gerätschaften beeinträchtigt. Die ackerbauliche Nutzung erstreckt sich zunehmend auf Flächen, die zuvor Weidegebiet waren. Dies gefährdet die Viehzucht, die von sesshaften Bauern und in Form von Transhumanz betrieben wird.
Der Markt von Baoudetta ist bedeutend für den Zwischenhandel von landwirtschaftlichen Erzeugnissen und Vieh und darin vergleichbar den benachbarten Märkten von Gazaoua, Koona, Maïjirgui und Madobi. Hier werden die auf Lokalmärkten wie jenem in Toki erworbenen Waren weiter in die Märkte der Großstädte Agadez, Arlit und Niamey verkauft.
Im Hauptort ist ein Gesundheitszentrum des Typs Centre de Santé Intégré (CSI) vorhanden. Der CEG Baoudetta ist eine allgemein bildende Schule der Sekundarstufe des Typs Collège d’Enseignement Général (CEG). Beim Centre de Formation aux Métiers de Baoudetta (CFM Baoudetta) handelt es sich um ein Berufsausbildungszentrum.